# Wereldkampioenschappen atletiek 1991 – marathon
Het IAAF wereldkampioenschap van 1991 werd in Tokio gehouden. De mannen liepen op 1 september 1991 en de vrouwen op 25 augustus 1991.

## Uitslagen

### Mannen
| rang   | naam                 | land | tijd    |
| ------ | -------------------- | ---- | ------- |
| Goud   | Hiromi Taniguchi     | JPN  | 2:14.57 |
| Zilver | Ahmed Salah          | DJI  | 2:15.26 |
| Brons  | Steve Spence         | USA  | 2:15.36 |
| 4      | Jan Huruk            | POL  | 2:15.47 |
| 5      | Futoshi Shinohara    | JPN  | 2:15.52 |
| 6      | Salvatore Bettiol    | ITA  | 2:15.58 |
| 7      | Maurilio Castillio   | MEX  | 2:16.15 |
| 8      | Gelindo Bordin       | ITA  | 2:17.03 |
| 9      | Tekeye Gebrselassie  | ETH  | 2:18.37 |
| 10     | Konrad Dobler        | GER  | 2:19.01 |
| 11     | Steve Moneghetti     | AUS  | 2:19.18 |
| 12     | Sam Carey            | GBR  | 2:20.02 |
| 13     | Peter Maher          | CAN  | 2:20.31 |
| 14     | Diego García         | ESP  | 2:21.16 |
| 15     | Dominique Chauvelier | FRA  | 2:21.37 |
| 16     | Tonnie Dirks         | NED  | 2:22.17 |
| 17     | Elphas Ginindza      | SWZ  | 2:22.43 |
| 18     | Stephan Freigang     | GER  | 2:23.13 |
| 19     | Won-Tak Kim          | KOR  | 2:23.14 |
| 20     | Dave Buzza           | GBR  | 2:23.24 |
| 21     | Vladimir Bukhanov    | URS  | 2:24.26 |
| 22     | Motsemme Kgaotsang   | BOT  | 2:25.28 |
| 23     | Kim Reynierse        | ARU  | 2:26.50 |
| 24     | Martin Vrabel        | TCH  | 2:26.56 |
| 25     | Gian Luigi Macina    | SMR  | 2:28.40 |

### Vrouwen
| rang   | naam                   | land | tijd    |
| ------ | ---------------------- | ---- | ------- |
| Goud   | Wanda Panfil           | POL  | 2:29.53 |
| Zilver | Sachiko Yamashita      | JPN  | 2:29.57 |
| Brons  | Katrin Dörre-Heinig    | GER  | 2:30.10 |
| 4      | Yuko Arimori           | JPN  | 2:31.08 |
| 5      | Maria Rebelo-Lelut     | FRA  | 2:32.05 |
| 6      | Kamila Gradus          | POL  | 2:32.09 |
| 7      | Manuela Machado        | POR  | 2:32.33 |
| 8      | Ramilja Boerangoelova  | URS  | 2:33.00 |
| 9      | Iris Biba              | GER  | 2:33.48 |
| 10     | Sally Ellis            | GBR  | 2:35.09 |
| 11     | Sally Eastall          | GBR  | 2:36.16 |
| 12     | Kumi Araki             | JPN  | 2:38.27 |
| 13     | Joy Smith              | USA  | 2:39.16 |
| 14     | Maria Trujillo         | USA  | 2:39.28 |
| 15     | Fabiola Rueda-Oppliger | COL  | 2:41.31 |
| 16     | Sissel Grottenberg     | NOR  | 2:43.11 |
| 17     | Franziska Rochat-Moser | SUI  | 2:44.07 |
| 18     | Pascaline Wangui       | KEN  | 2:45.22 |
| 19     | Ena Guevara            | PER  | 2:48.53 |
| 20     | Françoise Bonnet       | FRA  | 2:48.57 |
| 21     | Cornellia Melis        | ARU  | 2:58.18 |
| 22     | Yi-Lo Mau              | HKG  | 2:59.39 |
| 23     | Gina Coello            | HON  | 2:59.54 |
| 24     | Graciela Caizabonda    | ECU  | 3:00.03 |

Helsinki 1983 ·
Rome 1987 ·
Tokio 1991 ·
Stuttgart 1993 ·
Göteborg 1995 ·
Athene 1997 ·
Sevilla 1999 ·
Edmonton 2001 ·
Parijs 2003 ·
Helsinki 2005 ·
Osaka 2007 ·
Berlijn 2009 ·
Daegu 2011 ·
Moskou 2013 ·
Peking 2015 ·
Londen 2017 ·
Doha 2019·
Eugene 2022